# Marina Massaguer i Comes
Marina Massaguer i Comes   (Tarragona, 1982) és una filòloga i sociolingüista catalana especialitzada en polítiques lingüístiques. Ha estudiat la relació entre llengua i identitat i el paper que tenen les llengües en les relacions de poder i en la construcció de desigualtats a través de les dinàmiques de les persones no catalanoparlants als Països Catalans. També ha defensat l'actualització de les polítiques de normalització lingüística de la dècada del 1980.

## Trajectòria
El 2020, fou coautora de l'informe «Català, youtubers i instagramers. Un punt de partida per a la promoció de l’ús de la llengua» que elaborà el Centre de Recerca en Sociolingüística i Comunicació de Universitat de Barcelona i on aborda la «diglòssia digital», és a dir, el fet de pensar que la pròpia llengua, en aquest cas el català, no és prou apta per a generar segons quina mena de continguts a les xarxes socials a internet, com una conseqüència més de la minorització del català dins i fora de les xarxes. En aquest sentit, l'informe proposa recuperar el canal juvenil de la Corporació Catalana de Mitjans Audiovisuals, amb una estructura àgil i pionera com ho va ser el Canal Super 3, i orientar-lo a les plataformes digitals, així com arribar a acords amb Google, YouTube i Instagram per afavorir la difusió dels continguts i el foment de la creació de continguts per situar-los i fer-los visibles, i establir canals alternatius perquè els creadors rendibilitzin les produccions.
El gener de 2023 es va incorporar com a assessora al Departament de Recerca i Universitats de la Generalitat de Catalunya per a impulsar el «Pla d'enfortiment del català en el sistema universitari i de recerca», amb l'objectiu de garantir els drets lingüístics de l'estudiantat i incrementar l'ús de la llengua en la transferència del coneixement i la divulgació en català. Des d'abril de 2025 és directora de l'Àmbit de Formació i Foment del Consorci per a la Normalització Lingüística.

## Obra publicada
- Paraula de Tecla: vocabulari de les festes de Santa Tecla. Arola Editors, 2010. ISBN 978-84-92839-58-2.
- Cels de tardor: del camp de Tarragona al Maestrat. Arola Editors, 2011. ISBN 978-84-15248-25-5.